# Jenashöhe
Die Jenashöhe ist eine 109,2 m ü. NHN hohe Erhebung auf der Gemarkung der Gemeinde Oberbarnim im Naturpark Märkische Schweiz im Landkreis Märkisch-Oderland in Brandenburg. Die Erhebung liegt am nördlichen Rand des Pritzhagener Forsts, eines ausgedehnten Waldgebiets im Norden des Naturparks. Der namensgebende Oberbarnimer Ortsteil Pritzhagen liegt rund 1,7 km nordöstlich der Erhebung. Im Umfeld der Jenashöhe gibt es weitere Erhebungen: Rund 660 m nordöstlich befindet sich der 106,8 m ü. NHN hohe Dachsberg, rund 590 m nördlich der 128,6 m ü. NHN hohe Krugberg. In rund 270 m in südöstlicher Richtung liegt der 101,7 m ü. NHN hohe Dornberg. Auf dem Gipfel befindet sich eine Sitzbank mit einem Hinweisschild auf eine Höhe von 110,9 m ü. NHN; die LGB gibt jedoch eine Höhe von 109,2 m ü. NHN an.